# روديغر فينزيل
روديغر فينزيل (بالألمانية: Rüdiger Wenzel)‏ هو لاعب كرة قدم ألماني، ولد في 3 يونيو 1953 في لوبيك في ألمانيا. لعب مع آينتراخت فرانكفورت وفورتونا دوسلدورف ونادي سانت باولي.

## وصلات خارجية
- روديغر فينزيل على موقع قاعدة بيانات كرة القدم.إي يو (الإنجليزية)
- روديغر فينزيل على موقع بيانات كرة القدم. دي إي (الألمانية)
- روديغر فينزيل على موقع عالم كرة القدم.نت (الإنجليزية)